# Charly In-Albon
Charly In-Albon (Briga, 23 giugno 1957) è un allenatore di calcio ed ex calciatore svizzero, di ruolo difensore.

## Palmarès

### Giocatore

#### Competizioni nazionali
- Campionato svizzero: 5

Grasshoppers: 1981-1982, 1982-1983, 1983-1984, 1989-1990, 1990-1991
- Coppa Svizzera: 4

Grasshoppers: 1982-1983, 1987-1988, 1988-1989, 1989-1990
- Supercoppa di Svizzera: 1

Grasshoppers: 1989

#### Competizioni internazionali
- Coppa Piano Karl Rappan: 4

Grasshoppers: 1979, 1988, 1989, 1991